# مرداب آبی (رمان)
مرداب آبی (انگلیسی: The Blue Lagoon)، اولین رمان عاشقانه از سه‌گانه مرداب آبی است.

## خلاصه داستان
داستان دربارهٔ یک دختر و پسرعموی خردسال است که پس از غرق شدن کشتی، با کمک و همراهی یکی از خدمه‌های سالخورده آن به جزیره‌ای در جنوب اقیانوس آرام پناه می‌برند. همراه آنها، مسئولیت بچه‌ها را بر عهده می‌گیرد و به آنها یاد می‌دهد که چگونه در جزیره زنده بمانند. دو سال و نیم پس از غرق شدن کشتی، این همراه به دنبال شراب‌خواری زیاد می‌میرد و بچه‌ها با آموخته‌های خود در جزیره به زندگی ادامه می‌دهند؛ سال‌ها می‌گذرد تا اینکه بچه‌ها به دوره بزرگسالی خود می‌رسند و نسبت به هم تمایلات جنسی پیدا می‌کنند اما نمی‌دانند چگونه این مسئله را به یکدیگر ابراز کنند.

## فیلم‌ها
شش فیلم بر اساس این رمان ساخته شده است:
- مرداب آبی (فیلم ۱۹۲۳)
- مرداب آبی (فیلم ۱۹۴۹)
- مرداب آبی (فیلم ۱۹۸۰)
- داماد ساحل آبی (۱۹۸۳)
- بازگشت به مرداب آبی (۱۹۹۱)
- مرداب آبی: بیداری (۲۰۱۲)